# Economía de Uzbekistán
La economía de Uzbekistán ha estado orientada desde su independencia a una transición gradual a una economía de mercado; sin embargo, el progreso en reformas económicos ha sido cauteloso y ha registrado algunos logros. Aún no se ha eliminado la brecha entre el mercado negro y las tasas de cambio oficiales. El comercio restrictivo del régimen y sus políticas generalmente intervencionistas siguen teniendo efectos en su economía. Entre las restricciones imperantes se encuentra la capacidad de convertibilidad de la moneda y otras medidas gubernamentales para controlar la actividad económica, incluyendo la implementación de severas restricciones a las importaciones y cierres esporádicos de sus fronteras con los vecinos Kazajistán, Kirguistán y Tayikistán, los cuales han llevado a organizaciones internacionales a suspender o dar marcha atrás los créditos proyectos.
El Gobierno de Uzbekistán, que trabaja en estrecha colaboración con el Fondo Monetario Internacional, ha realizado considerables progresos en la reducción de la inflación y el déficit presupuestario. La moneda nacional (el som uzbeko) se hizo convertible en 2003 como parte del programa de estabilización diseñado por el FMI, aunque siguen existiendo algunas restricciones administrativas. La agricultura y la industria manufacturera contribuyen igualmente en la economía, representando cada uno aproximadamente una cuarta parte del PIB. Uzbekistán es un productor y exportador importante de algodón, aunque la importancia de este producto ha declinado significativamente desde su independencia. Asimismo, Uzbekistán es un gran productor de oro, con la mayor mina a cielo abierto de oro en el mundo, posee depósitos sustanciales de cobre, minerales estratégicos, gas y petróleo.

## Comercio exterior
En 2020, el país fue el 78.º exportador más grande del mundo (US $ 14.9 mil millones en bienes, 0.1% del total mundial). En la suma de bienes y servicios exportados, alcanza los 16.900 millones de dólares estadounidenses y ocupa el puesto 84 a nivel mundial. Sobre las importaciones, en 2019, fue el 70.º mayor importador del mundo: 21.800 millones de dólares.

## Sector primario

### Agricultura
Uzbekistán produjo en 2018:
- 5,4 millones de toneladas de trigo;
- 2,9 millones de toneladas de patata;
- 2,2 millones de toneladas de algodón (octavo productor mundial);
- 2,2 millones de toneladas de tomate (el 14º productor mundial);
- 2,1 millones de toneladas de zanahoria (segundo productor más grande del mundo, detrás de China);
- 1,8 millones de toneladas de sandía (octavo productor mundial);
- 1,5 millones de toneladas de uva (el 15º productor mundial);
- 1,4 millones de toneladas de cebolla (el 15º productor mundial);
- 1,1 millones de toneladas de manzana (el 14º productor mundial);
- 857 mil toneladas de pepino (séptimo productor mundial);
- 743 mil toneladas de repollo;
- 493 mil toneladas de albaricoque (segundo productor mundial, solo detrás de Turquía);
- 413 mil toneladas de maíz;
- 254 mil toneladas de ajo;
- 221 mil toneladas de arroz;
- 172 mil toneladas de cereza;
- 161 mil toneladas de melocotón;
- 134 mil toneladas de ciruela (17º productor mundial);

Además de producciones más pequeñas de otros productos agrícolas.

### Ganadería
En 2019, Uzbekistán produjo 10,6 mil millones de litros de leche de vaca (17º productor mundial), 938 mil toneladas de carne vacuna (15º productor mundial), 173 mil toneladas de carne de cordero, 63 mil toneladas de carne de pollo, 13 mil toneladas de miel, entre otros.

## Sector secundario

### Industria
El Banco Mundial enumera los principales países productores cada año, según el valor total de la producción. Según la lista de 2004, Uzbekistán tenía la 66.ª industria más valiosa del mundo (US $ 11,3 mil millones).
En 2019, Uzbekistán fue el 31o productor más grande de  vehículos en el mundo (271.000), pero no estaba entre los 40 productores más grandes de acero. En 2018, el país fue el séptimo productor mundial de aceite de algodón y el decimoquinto productor mundial de lana.

### Minería
En 2019, el país fue el quinto productor mundial de uranio; 12º productor mundial de oro; séptimo productor mundial de renio; 12º productor mundial de molibdeno; 21º productor mundial de fosfato, y 19º productor mundial de grafito

### Energía
En energías no renovables, en 2020, el país fue el 56.º productor mundial de petróleo, extrayendo 37.900 barriles / día. En 2011, el país consumió 137,1 mil barriles / día (el 70.º consumidor más grande del mundo). En 2015, Uzbekistán fue el decimoquinto productor mundial de gas natural, 55,7 mil millones de m³ por año. En 2017, el país fue el 23o mayor consumidor de gas (41,6 mil millones de m³ por año) y fue el 16o mayor exportador de gas del mundo en 2014: 14,7 mil millones de m³ por año. En la producción de carbón, el país fue el 34 ° más grande del mundo en 2018: 3.9 millones de toneladas.
En energías renovables, en 2020, Uzbekistán no tenía ni energía eólica ni energía solar.

## PIB y empleo
Este es un gráfico de la tendencia del producto interno bruto de Uzbekistán en precios constantes de 1995 estimado por el Fondo Monetario Internacional con cantidades en millones de soms. La tabla también muestra el Índice de precios al consumidor como una medida de inflación de la misma fuente y la tasa de cambio con el dólar estadounidense al final de cada año, de la base de datos del Banco Central de Uzbekistán. Para comparaciones sobre la paridad del poder adquisitivo en 2006, el dólar estadounidense era intercambiado por 340 soms.
El PIB de Uzbekistán, como todos los de los países del CEI, declinó durante los primeros años de transición y se recuperó después de 1995, cuando el efecto acumulativo de las reformas empezó a surtir efecto. Desde entonces, ha mostrado un crecimiento robusto, con un 4% anual entre 1998 y 2003, y acelerado de 7-8%, con posterioridad. Según estimados del FMI, el PIB en 2008 habrá casi duplicado su valor con respecto al de 1995 (en precios constantes).

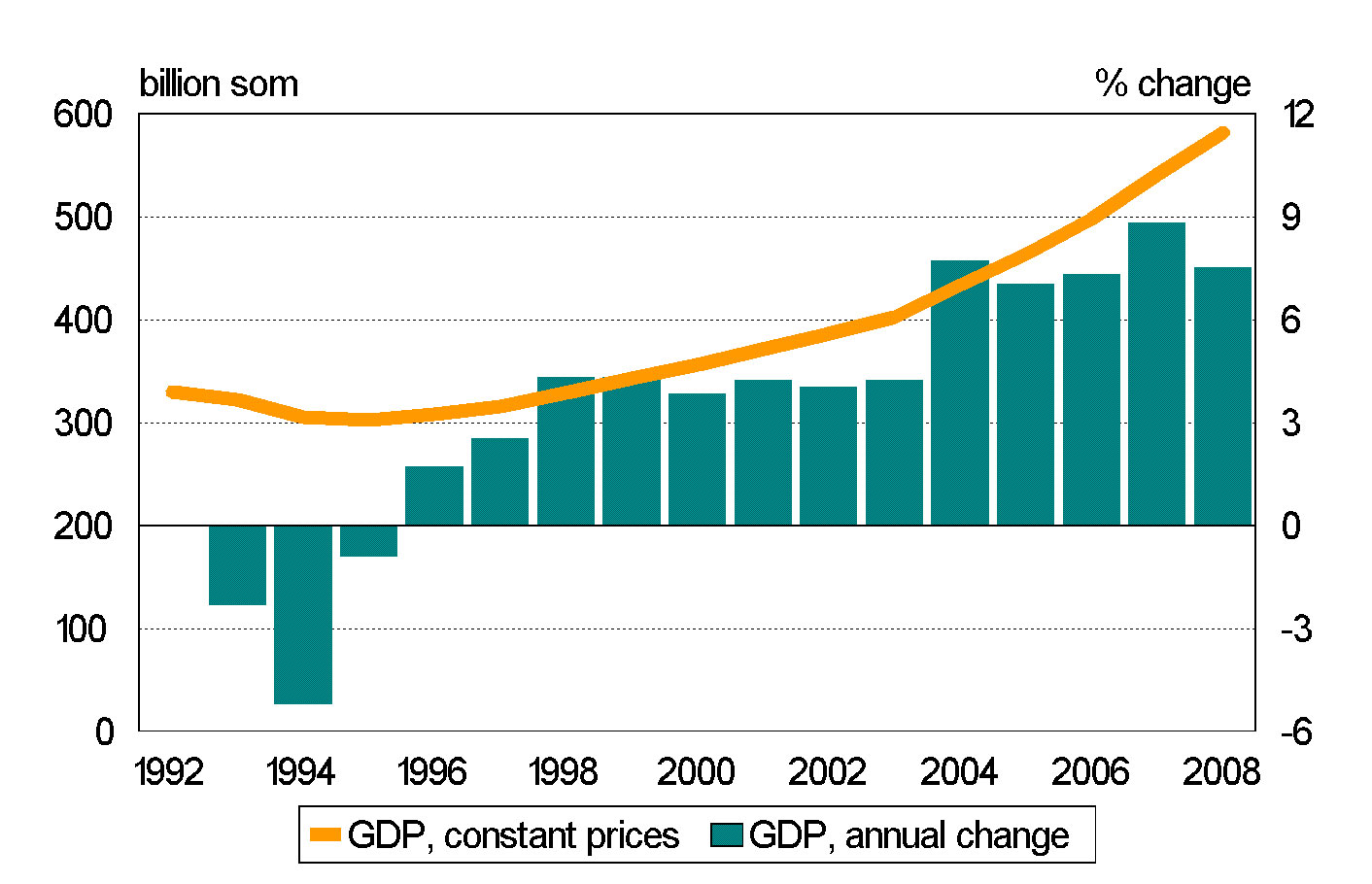
Uzbekistán: Crecimiento del PIB en precios constantes, 1992-2008.

| Año  | PIB (precios constantes) | Tasa de cambio USD | IPC (2000=100) |
| ---- | ------------------------ | ------------------ | -------------- |
| 1992 | 330,042                  | 1 som              | 0.07           |
| 1995 | 302,790                  | 36 soms            | 20             |
| 2000 | 356,325                  | 325 soms           | 100            |
| 2003 | 402,361                  | 980 soms           | 166            |
| 2006 | 497,525                  | 1,240 soms         | 226            |

## Turismo
Las tres ciudades importantes de la ruta de la ruta de la seda se encuentran en Uzbekistán, a saber, Khiva, Bujará y Samarkand. Existen numerosos destinos turísticos bien conectados dentro del país, incluyendo cinco sitios del Patrimonio Mundial de la UNESCO.